# Battaglia di Pago Largo
La battaglia di Pago Largo fu uno scontro armato avvenuto il 31 marzo 1839, nell'ambito delle guerre civili argentine, tra le truppe di Entre Ríos, comandate dal governatore Pascual Echagüe, e quelle di Corrientes, sotto gli ordini di Genaro Berón de Astrada, ribellatosi al governatore federale di Buenos Aires, Juan Manuel de Rosas.
La battaglia si svolse nei dintorni di Curuzú Cuatiá e si concluse con la vittoria di Echagüe. Berón de Astrada, sconfitto, fu ucciso mentre tentava la fuga.

## Antefatti
Il blocco navale francese del 1838, accompagnato dall'appoggio alla Confederazione Perù-Bolivia nella guerra contro le province argentine e a Fructuoso Rivera contro il presidente Manuel Oribe in Uruguay, lungi dal convincere il governatore di Buenos Aires Juan Manuel de Rosas a rinunciare alla politica di protezionismo intrapresa, lo spinsero a cercare appoggio presso i governatori provinciali argentini. La situazione spinse i nemici di Rosas all'azione. Domingo Cullen, ministro del governatore di Santa Fe, giunse a Buenos Aires per trattare direttamente con i francesi in nome della sua provincia, proprio nei giorni in cui moriva il governatore Estanislao López; nominato suo successore, Cullen fu costretto a dimettersi e a fuggire in seguito all'opposizione degli alleati di Rosas.
In Uruguay i francesi appoggiarono la ribellione di Rivera al presidente Oribe, alleato di Rosas, alla quale si unirono gli unitarios argentini fuggiti in esilio dopo le sconfitte subite nelle guerre civili. Con lui strinse un accordo il governatore di Corrientes, Genaro Berón de Astrada, spinto dalle difficoltà economiche derivate dal controllo esercitato da Rosas sulla navigazione fluviale. Il piano, ispirato da emissari francesi, prevedeva che la ribellione si sarebbe estesa alle province di Santa Fe, Córdoba ed Entre Ríos.
Il trattato prevedeva l'allestimento di un esercito di 2 000 uomini da parte di Rivera; da parte sua, Astrada ne avrebbe messi 4 000, 1 000 dei quali destinati a compiti difensivi nella provincia. Il fine dello spiegamento di forze era lo spodestamento di Rosas. Il 24 febbraio 1839 Rivera firmò la dichiarazione di guerra; il 6 marzo Astrada emise un proclama in cui dichiarava la sua provincia non vincolata al Pacto Federal.

## La battaglia

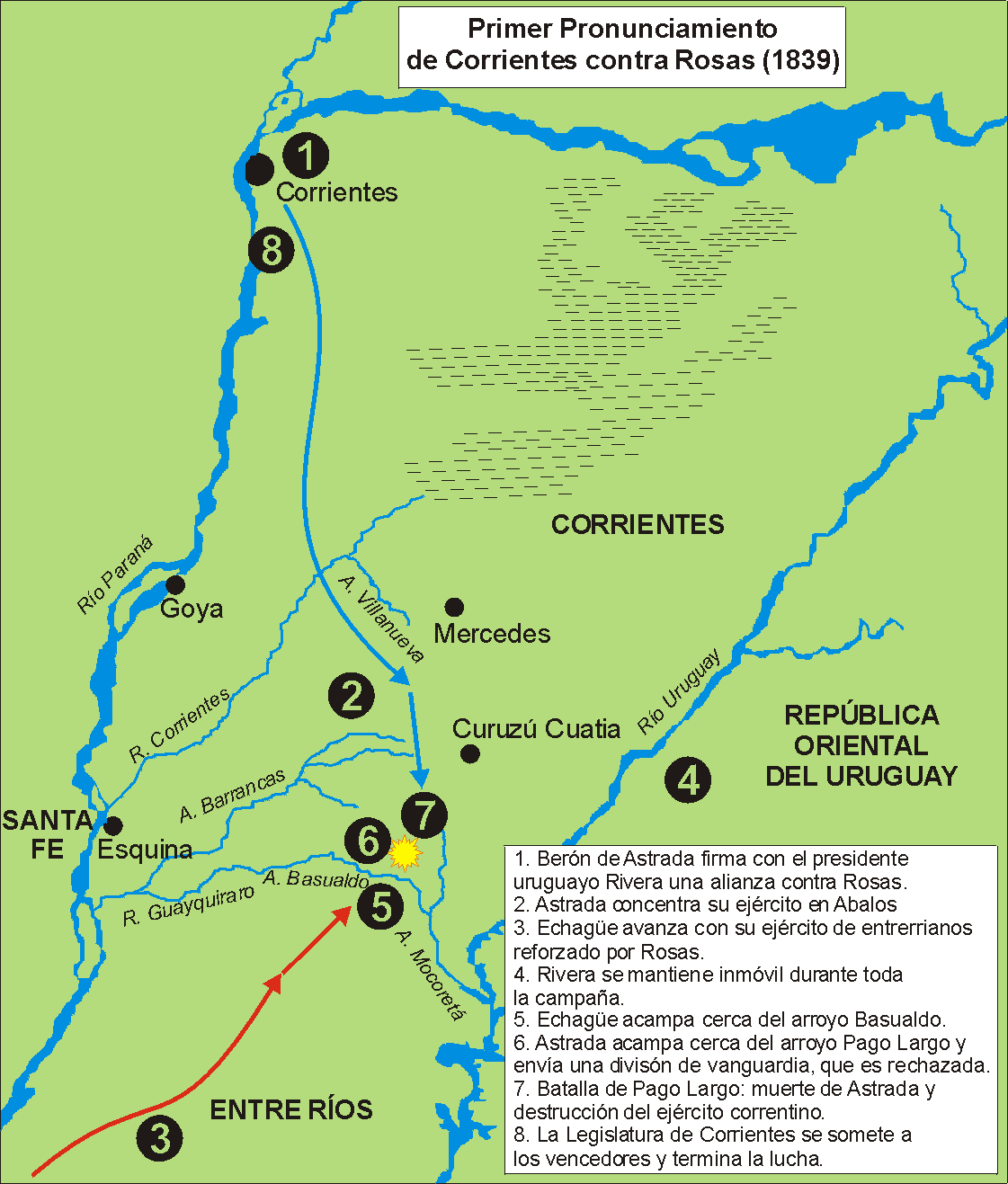
Battaglia di Pago Largo. In rosso, l'invasione dell'esercito di Echagüe; in blu, le manovre difensive di Astrada

Il 18 marzo Rosas scrisse al governatore di Entre Ríos, Pascual Echagüe, per esortarlo ad invadere la vicina provincia di Corrientes. Il 31 marzo le truppe di quest'ultimo sorpresero l'esercito di Astrada sul torrente Pago Largo.
Echagüe divise il suo esercito in tre colonne; diede il comando di quella di destra al generale Justo José de Urquiza e di quella centrale al generale Servando Gómez, ponendosi egli stesso a capo dell'ala sinistra dello schieramento. Quando l'esercito invasore avvistò le prime pattuglie nemiche, il governatore di Entre Ríos ordinò di farle ripiegare verso il grosso delle truppe di Astrada; quindi con una sola carica di cavalleria sbaragliò l'esercito avversario, composto per la sua maggior parte da truppe male addestrate.
La battaglia si risolse in una strage; lo stesso Berón de Astrada fu ucciso mentre tentava di fuggire dal campo di battaglia.

## Conseguenze
Ricevuta la notizia della morte del governatore, il congresso provinciale di Corrientes ne decretò nulli gli atti, rientrando così nell'alleanza stabilita dal Pacto Federal. A discapito degli accordi presi con gli emissari francesi Rivera rimase invece completamente inattivo.